# Wolfgang Börnsen
Wolfgang Börnsen (Flensburg, 1942. április 26. – 2024. november 2.) német politikus.

## Életpályája
Pedagógiai főiskolát végzett Kielben, majd történelmet, közgazdaságtant, politikatudományt és hittant tanított Flensburgban. 1967-től a Kereszténydemokrata Unió, 1987 és 2013 között a Bundestag tagja volt. Nős, négy gyermek édesapja.

## Művei
- Vorbild mit kleinen Fehlern – Abgeordnete zwischen Anspruch und Wirklichkeit. Siegler, Sankt Augustin, 2001, ISBN 3-87748-613-4
- Plattdeutsch im Deutschen Bundestag. Siegler, Sankt Augustin, 2001, ISBN 3-87748-614-2
- Fels oder Brandung? Gerhard Stoltenberg – der verkannte Visionär. Siegler, Sankt Augustin, 2004, ISBN 978-3-87748-644-3
- Rettet Berlin – Schleswig-Holsteins Beitrag zur Luftbrücke 1948/49. Wachholtz, Neumünster, 2008, ISBN 978-3-529-02812-0